# Arena Zagreb
Arena Zagreb je naziv za višenamensku sportsku dvoranu s pratećim sadržajima, predviđenu za održavanje sportskih, kulturnih, poslovnih i zabavnih manifestacija. Smeštena je na jugozapadnom delu Zagreba u četvrti Lanište. Na susednom zemljištu planira se izgradnja najvećeg trgovačko-zabavnog centra u Hrvatskoj, zvanog „Arena Centar“. Grad Zagreb i Vlada Republike Hrvatske raspisali su konkurs za izgradnju sportske dvorane koja bi ujedno bila i domaćin za Svetsko rukometno prvenstvo u januaru 2009. Kapacitet dvorane iznosi 16.500 sedećih mesta.
Na konkursu je izabran konzorcijum Ingre (Hrvatska) i Trigranita (Mađarska) čija ponuda je prihvaćena 25. aprila 2007. Potpisivanje samog ugovora usledilo je nešto kasnije zbog dodatnih usaglašavanja uslova između Konzorcija i zagrebačkog gradonačelnika Milana Bandića.
Konzorcijum Ingre i Trigranita angažovao je projektni biro UPI-2M d.o.o. iz Zagreba, za izradu jedinstvenog idejnog rešenja kao i kompletne projektne dokumentacije potrebne za izgradnju buduće Arene Zagreb. Nakon dobijanja dozvola, radovi na gradilištu započeli su 20. jula 2007.
Sportska događanja za koje je predviđena Arena Zagreb su rukomet, košarka, odbojka, mali fudbal, tenis, stoni tenis, gimnastika, badminton, boks, rvanje, dvoranska atletika i ostali dvoranski sportovi. Prva utakmica odigrana u Areni bila je prijateljska rukometna između Hrvatske i Rusije, te je završila 33:24 (16:9) za Hrvatsku, 27. decembra 2008. Prvi gol u Areni postigao je pivot Igor Vori. Takođe, omogućeno je i održavanje različitih koncerata, izložbi, sajmova, konvencija i kongresa. Osim navedenog, unutar objekta smešteni su i prateći ugostiteljski, poslovno-komercijalni sadržaji, kao i mala dvorana za treninge sportista.
Podzemna garaža ima kapacitet od 900 parking mesta (+ 80 nadzemnih mesta) dok je za masovnije posete dvorani predviđeno 36 parking mesta za autobuse.

## Spoljašnje veze
- Video prezentacija projekta - Zvanični sajt grada Zagreba
- Arena Zagreb gotova do prosinca - Zvanični sajt grada Zagreba
- Kako će izgledati Zagreb Arena, Nacional, 11. jul 2007.